# Sébastien Reichenbach
Sébastien Reichenbach (Martigny, 28 de maio de 1989) é um ciclista profissional suíço. Actualmente corre para a equipa francesa Groupama-FDJ.

## Palmarés
- 2012
  - Campeonato de Zurique

- 2013
  - Troféu Matteotti

- 2015
  - 2.º no Campeonato da Suíça em Estrada

- 2019
  - Campeonato da Suíça em Estrada  [1]

## Resultados em Grandes Voltas e Campeonatos do Mundo
| Corrida            | Corrida            | 2010 | 2011 | 2012 | 2013 | 2014 | 2015 | 2016 | 2017 | 2018 | 2019 | 2020 | 2021 |
| ------------------ | ------------------ | ---- | ---- | ---- | ---- | ---- | ---- | ---- | ---- | ---- | ---- | ---- | ---- |
|                    | Giro d'Italia      | —    | —    | —    | —    | —    | Ab.  | —    | 15.º | 22.º | —    | —    | Ab.  |
|                    | Tour de France     | —    | —    | —    | —    | 85.º | —    | 14.º | —    | —    | 17.º | 24.º | —    |
|                    | Volta a Espanha    | —    | —    | —    | —    | —    | —    | —    | —    | —    | —    | —    | —    |
| Mundial em Estrada | Mundial em Estrada | —    | —    | —    | Ab.  | —    | —    | —    | —    | 32.º | —    | —    | —    |

—: não participa

Ab.: abandono